# ツインズ・ミッション
『ツインズ・ミッション』（原題：双子神偷、Twins Mission）は、2007年に公開された、シャーリーン・チョイとジリアン・チョン主演の香港映画。

## 出演
- シャーリーン・チョイ
- ジリアン・チョン
- 呉京
- サモ・ハン・キンポー
- ユン・ワー
- スティーブン・チョン
- ビル・チャン
- サム・リー
- 八兩金